# Jun Okano
Jun Okano (født 9. december 1997) er en japansk fodboldspiller, som spiller for den japanske fodboldklub Oita Trinita.